# Emmanuel Benner

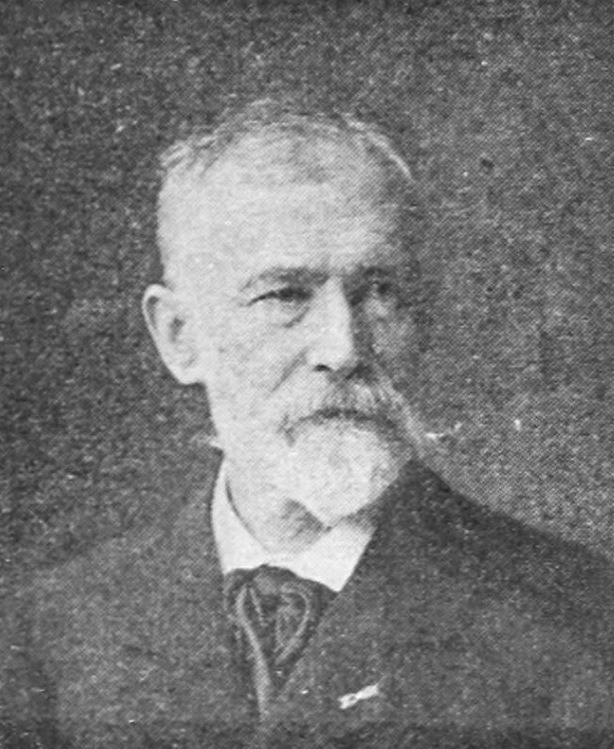
Emmanuel Benner

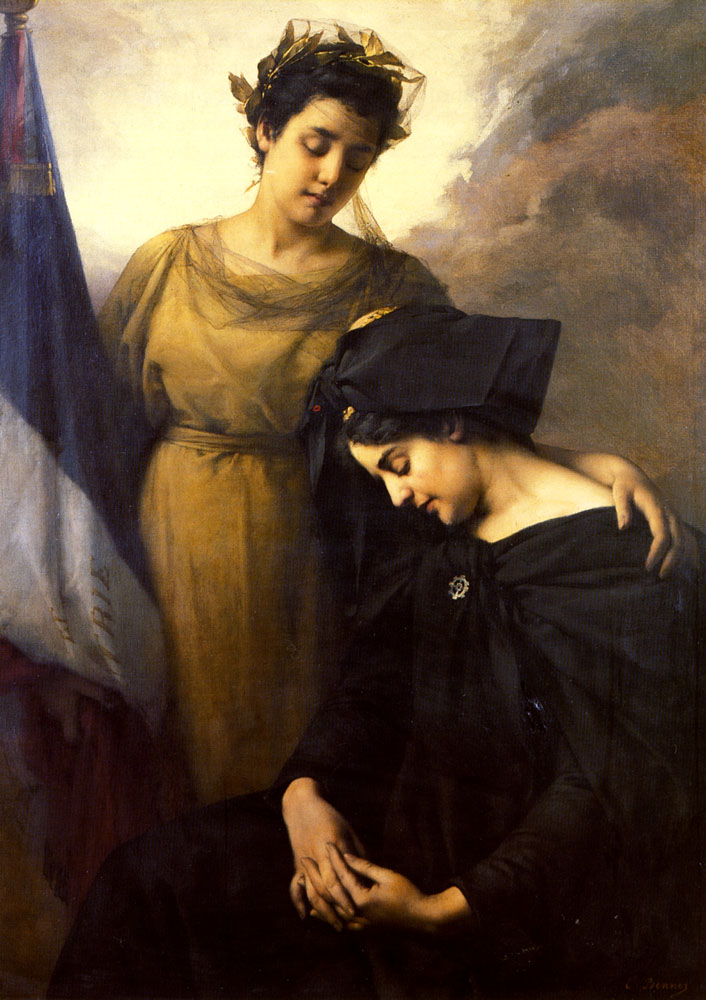
Der Verlust Elsass-Lothringens, 1895 (Privatbesitz)

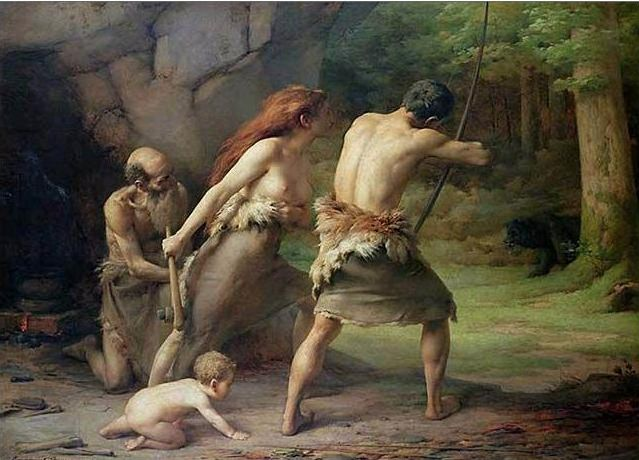
Prähistorischer Bärenjäger (1892)

Emmanuel Benner (* 28. März 1836 in Mülhausen, Département Haut-Rhin; † 24. September 1896 in Nantes, Département Loire-Atlantique) war ein französischer Maler.

## Leben
Emmanuel Benner war ein Sohn des Malers und Textildesigners Jean Benner-Fries und arbeitete wie dieser ebenfalls zunächst als Textildesigner in Mülhausen. Er ging – vermutlich zusammen mit seinem Zwillingsbruder Jean Benner – nach Paris, um sich bei Jean Jacques Henner und Léon Bonnat weiterzubilden.
Nach Ende des Deutsch-Französischen Krieges begann Emmanuel Benner regelmäßig im Salon de Paris auszustellen. Sein Bild Le repos gewann im Salon von 1879 die Goldmedaille. 1896 wurde er zum Ritter der Ehrenlegion ernannt.
Benner malte Allegorisches, Genreszenen, Porträts, Landschaften, Stillleben und – wie sein Zwillingsbruder – viele weibliche Akte. Außerdem schuf er zahlreiche Aquarelle und Zeichnungen unterschiedlicher Thematik.
Auf dem Kunstmarkt werden heute bis zu 62.000 US-Dollar für seine Ölgemälde bezahlt.

## Museen und Werke
- Amiens: Le repos, (Goldmedaille 1879)
- Basel: La grotte verte
- Bern: Jeune fille à la cruche
- Évreux: Dormeuse
- Le Havre: Venus apparaissant aux trois Graces[2]
- Limoux: L'Affût
- Montpellier: Jeune fille endormie
- Mülhausen: Fleurs – Tête, étude – Habitation lacustre – Nymphes – Chrysanthèmes – Daphné – Portrait des Daniel Dollfus
- Kunstmuseum Nantes, Nantes: L'immortalité dans ta mort
- Paris (Art Mod.): Saint Jérôme
- Paris, Musée Jean-Jacques Henner
- Rouen, Musée des Beaux-Arts: Jérôme – Les Baigneuses
- Straßburg, Musée d’Art Moderne et Contemporain de Strasbourg